# 김정미 (수필가)
김정미(金正美, 1976년 1월 1일~)는 대한민국의 수필가이다. 재일 한국인 3세이며, 재일 한국인과 나병에 관한 주제의 글을 쓰고 있다.